# Héroes de Caborca

Vereinslogo

Héroes de Caborca war ein Fußballverein mit Sitz in der im mexikanischen Bundesstaat Sonora gelegenen Stadt Caborca.

## Geschichte
Die Gründung erfolgte 2004; anfangs erhielt der Verein einen Startplatz in der viertklassigen Tercera División, in dessen Gruppe XIII der Verein auch aktuell (Saison 2012/13) vertreten ist.
In der Saison 2008/09 gewann der Verein die Meisterschaft der Tercera División und qualifizierte sich somit für die Teilnahme an der drittklassigen Segunda División, verzichtete jedoch auf den Aufstieg und veräußerte seine Drittliga-Lizenz für die Saison 2009/10 an den Deportivo Guamuchil FC.

## Erfolge
- Meister der Tercera División: 2008/09